# Кастельфидардо, Гвидо ди
Гвидо ди Кастельфидардо (Guido di Castelfidardo, также известный как Guido de Castro Ficardo, Guido de Castro Picenus Ficardo) — католический церковный деятель XII века.
Участвовал в выборах папы Целестина II (1143), Луция II (1144) и Евгения III (1145).